# Elimaea roseoalata
Elimaea roseoalata är en insektsart som beskrevs av Brunner von Wattenwyl 1891. Elimaea roseoalata ingår i släktet Elimaea och familjen vårtbitare. Inga underarter finns listade i Catalogue of Life.